# Пошнари
Пошна́ри (рос. Пошнары, чув. Пушнар) — село у Чувашії Російської Федерації, у складі Ядринського сільського поселення Ядринського району.
Населення — 288 осіб (2010; 349 в 2002, 472 в 1979, 662 в 1939, 677 в 1926, 204 в 1858).

## Історія
Історична назва — Середні Пошнари. До 1866 року селяни мали статус державних, займались землеробством, тваринництвом, слюсарством, виробництвом одягу. Діяв храм Різдва Христового (1900–1937). 1885 року відкрито земську сільське училище, у 1920-ті роки початкова школа. 1929 року створено колгосп «Вогник». До 22 липня 1920 року село входило до складу Малокарачкінської волості Козьмодемьянського повіту, до 5 жовтня 1920 року — у складі Чебоксарського повіту, до 1927 року — у складі Малокарачкінської та Ядринської волостей Ядринського повіту. Після переходу 1927 року на райони — у складі Ядринського району.

## Господарство
У селі діють фельдшерсько-акушерський пункт, бібліотека, магазин, церква (з 2005 року).